# 八王子権現
八王子権現（はちおうじごんげん）は近江国牛尾山（八王子山）の山岳信仰と天台宗・山王信仰が融合した神仏習合の神であり、日吉山王権現もしくは牛頭天王（ごずてんのう）の眷属である8人の王子を祀った。山王二十一社のうち中七社に属した。神仏分離・廃仏毀釈が行われる以前は、全国の八王子社で祀られた。三十番神の1神。

## 由来
音羽山の支峰である牛尾山は、古くは主穂（うしお）山と称し、家の主が神々に初穂を供える山として信仰された。牛尾山の山頂にあった牛尾宮は比叡山延暦寺の鎮守であった日吉山王権現21社の一つで、山王の王子である8人の眷属神が八王子権現として祀られ、千手観音菩薩を本地仏とした。また牛尾を忌みて、祇園精舎の守護神である牛頭天王が頗梨采女（はりさいにょ）との間に設けた8人の王子かつ眷属神が八王子権現との信仰も発展した。
- 牛尾宮（現・牛尾神社）

## 概要

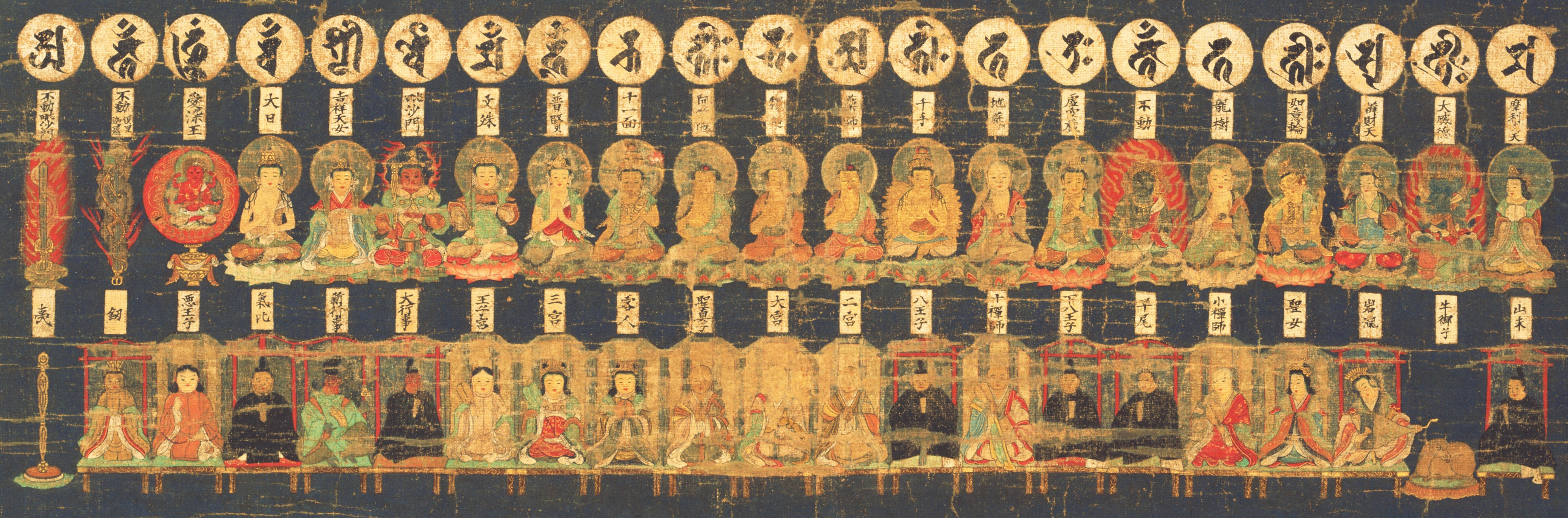
絹本著色日吉山王宮曼荼羅図の上部（1334年-1392年頃）。山王二十一社の祭神・本地仏・種子。下段右から二番目に「牛御子」とある。

日吉山王権現、あるいは牛頭天王の8人の眷属神（相光・魔王・俱魔良・徳達神・良侍・達尼漢・侍神相・宅相神のこと。夫々の本地は釈迦・文殊・弥勒・観音・薬師・普賢・阿弥陀・地蔵。）は八方の各方位を司るとされた。塞神信仰や陰陽道の影響で、病気や災厄を免れるご利益をもたらすと信じられた。
八王子社の殿内に祀られる神は、中世には「牛巫明神」「牛御子」と称され、託宣や祟りの神としてよく知られており、八王子社は巫女の活動が盛んであった。佐藤眞人は、「『牛巫』と表記されるのは、この神の祭祀に巫覡が関わっていたことを示すものであろう。」と述べている。『兵範記』には1158年（保延三年）に、ある人物の御邪気について霊験があったとして「牛巫明神」に従五位下の神位を奉授したことが記されている。
平安末期の『梁塵秘抄』では、「神のみさきの現ずるは、さら九よ山長行事の高の御子、牛の御子、玉城響かいたうめる鬢頬結ひの、一童や いちゐさり 八幡（石清水八幡宮のこと。）にまっとうせいしん ここには荒夷」「東の山王恐ろしや、二宮客人の行事の高の御子、十禅師山長石動の三宮、峯には八王子ぞ恐ろしき、」と謡われている。ここで謡われた東の山王（今でいう東本宮系）の神々は山王のミサキ神であり、崇りにより大神に代わってその神威を発揚し知らしめ、民衆だけでなく貴族からも深く畏怖され熱心な信仰を集めた。
平家物語には、比叡山の呪詛によって八王子権現の神矢に倒れた関白藤原師通の説話がある。師通の回復を祈る母源麗子が日吉社に参籠し、七日目の夜に童子に神（『平家物語』は異本が多く、十禅師と八王子の二種類がある）が憑依し、もし願いが叶えば（十禅師もしくは八王子の社の）下殿に籠もり、宮籠、諸々の「片輪」の人々に混じり神に仕えるという母の決意を明らかにする。

## 廃仏毀釈
明治維新の神仏分離・廃仏毀釈によって、日吉山王権現・牛頭天王（祇園信仰）とともに八王子権現も廃された。
八王子社の多くは、日吉八王子神社・八王子神社・牛尾神社、などと名乗っている。